# Crataerina obtusipennis
Crataerina obtusipennis är en tvåvingeart som beskrevs av Austen 1926. Crataerina obtusipennis ingår i släktet Crataerina och familjen lusflugor. Inga underarter finns listade i Catalogue of Life.